# يوري سوزا ألميدا
يوري سوزا ألميدا (مواليد 7 مايو 1995) هو لاعب كرة قدم برازيلي.

## وصلات خارجية
- يوري سوزا ألميدا على موقع رابطة كرة القدم اليابانية للمحترفين (اليابانية)
- يوري سوزا ألميدا على موقع قاعدة بيانات كرة القدم.إي يو (الإنجليزية)
- يوري سوزا ألميدا على موقع Soccerway.com (الإنجليزية)
- يوري سوزا ألميدا على موقع عالم كرة القدم.نت (الإنجليزية)